# Ocalaria
Ocalaria is een geslacht van vlinders van de familie spinneruilen (Erebidae), uit de onderfamilie Calpinae.

## Soorten
- O. cohabita Kitching, 1988
- O. dioptica Walker, 1865
- O. guarana Schaus, 1906
- O. oculata Druce, 1898
- O. pavina Schaus, 1916
- O. pavo Schaus, 1913
- O. quadriocellata Walker, 1863